# 亚历山大·比特纳
亚历山大·比特纳（荷蘭語：Alexander Büttner，發音：[aːlɛkˈsɑndər ˈbʏtnər]；1989年2月11日—）是荷兰籍职业足球运动员，司职左后卫。5歲時加入荷甲阿贾克斯青年队。2005年转會至荷甲另一球會维特斯青年队。2012年，比特纳入选了荷兰国家队备战2012年欧洲足球锦标赛的36人大名单，但是并未进入最终23人名单。目前是一名自由球员。

## 球會生涯

### 维特斯
2008年3月15日，首次參加荷甲比賽，對特温特。
2012年7月6日，球會同意讓畢拿轉會至英超升班球會南安普顿。
2012年7月9日，球會稱畢拿轉會至南安普顿出現問題，是由于有第三方要從维特斯收取轉會費用, 故轉會不確定。
2012年8月21日，球會宣布畢拿轉會至英超球會曼联並通過體能測驗及談妥私人條件，合約為期5年至2017年, 转会费沒有透露，估计不超过390万英镑。

### 曼聯
2012年8月21日，正式加盟曼联。
2012年9月15日，於主場對韋根的英超第4輪比賽，正選出場為左後衛，成為首場代表曼聯正式比賽，並於下半場21分鐘為球會射入1球成3:0，全場為4:0。

### 重返维特斯
2017年1月16日, 重返维特斯, 签约2.5年

## 外部連結
- Alexander Büttner（页面存档备份，存于） at Voetbabal International